# Les Laboratoires d'Aubervilliers
 (février 2019).
Les Laboratoires d’Aubervilliers sont un lieu consacré à tous les champs de la création artistique,, créé en 1993. Il est situé au 41 de la rue Lécuyer à Aubervilliers, dans une ancienne usine de roulement à billes.

## Historique

### 1993 - 2001
Créés en 1993, Les Laboratoires d'Aubervilliers occupent, à partir de 1994, les 900 m2 d’une ancienne usine de métallurgie fine (l’entreprise Malicet et Blin produisant essentiellement des roulements à billes) située dans le quartier Villette-Quatre Chemins à Aubervilliers, aux portes de Paris. 
À l’invitation de la ville d’Aubervilliers et de son maire Jack Ralite, le chorégraphe français François Verret, entouré d’un groupe d’artistes, investit cet espace pour en faire un lieu de création artistique et d’échanges transdisciplinaires, ouvert de manière volontariste sur la ville, son histoire et ses habitants. 
Créée la même année, l'association Les Laboratoires d'Aubervilliers a pour objet d’organiser des actions et manifestations culturelles impliquant la population pour créer et accueillir des spectacles et autres productions artistiques dans le domaine du spectacle vivant. À la fin des années 90, l’association souhaite pérenniser l’existence du lieu-dit « Laboratoires » et définir un « prototype » de lieu qui invente dans son mode même de fonctionnement un cadre évolutif capable de répondre aux nécessités de la création artistique contemporaine, d’accueillir et d’accompagner un projet mené par une direction artistique collégiale mandatée pour trois ans.

### À partir de 2001
En 2001, François Verret (chorégraphe) confie à une équipe constituée par Yvane Chapuis (historienne de l’art), François Piron (critique d’art et commissaire d'exposition) et Loïc Touzé (chorégraphe), le soin de proposer et mettre en œuvre un nouveau projet artistique. En 2002, une modification des statuts de l’association redéfinit son objet autour des points suivants : accueil d’artistes en résidence, accompagnement de processus de recherches liés à la création contemporaine et axée sur toutes les disciplines artistiques. Par ailleurs, en plus de l’accompagnement artistique et intellectuel des projets artistiques, les Laboratoires d'Aubervilliers ont pour mission d’assurer la gestion matérielle et financière dans l'accomplissement de la mission de service public qui lui est confiée : constituer un espace de recherche, de pratiques et de créations artistiques qui se développent, selon la spécificité du projet de chaque direction artistique mandatée autour des pôles artistiques suivants : accueil d’artistes en résidence, accompagnement de processus de recherche liés à différentes disciplines artistiques, organisation de manifestations artistiques et de rencontres publiques liées à différents champs de la pensée, éditions, actions de formation.
Pendant six ans, de 2001 à 2006, Les Laboratoires ont ainsi développé un projet axé sur la recherche et l’expérimentation en suivant quatre lignes de travail : la production, l’ouverture au public, la formation et l’édition.
Entre 2001 et 2003, d’importants travaux de réhabilitation sont engagés pour la restauration du bâtiment, la mise aux normes de sécurité, l'isolation thermique et acoustique des espaces, l'amélioration des conditions d'accueil des artistes et du public, et l'aménagement technique des espaces de travail et de diffusion. Trois grands volumes ont ainsi été distribués dont la polyvalence répond à la diversité artistique des projets.
Au regard du travail développé depuis 2001, Yvane Chapuis et Joris Lacoste ont proposé en 2007 un nouveau projet venant prolonger le programme de recherche et de production, renforcer les possibilités d’accompagnement et de diffusion des projets accueillis et approfondir les modalités de rencontre avec le public.
Entre 2010 et 2012, la direction collégiale du lieu est confiée à Grégory Castéra, Alice Chauchat et Nataša Petrešin-Bachelez. Au cours de ce mandat, le projet La Semeuse est entamé.
De janvier 2013 à décembre 2018, Alexandra Baudelot, Dora García et Mathilde Villeneuve codirigent Les Laboratoires d'Aubervilliers. Ce mandat voit la mise en œuvre du projet Le Printemps des Laboratoires qui, via ses six éditions, inscrit fortement Les Laboratoires d’Aubervilliers en tant que plateforme de recherche et de réflexion au carrefour du politique, du social, des pratiques artistiques et des sciences humaines.
De janvier 2019 à décembre 2024, la codirection des Laboratoires est assurée par François Hiffler, Pascale Murtin et Margot Videcoq. Langage et territoire constituent les axes principaux de leur projet qui, renouant avec la dynamique des années François Verret, s'attache notamment à croiser les jargons, comparer les lexiques, multiplier les adresses et pointer ce qui, dans l’usage des mots, relie, sépare, rapproche, éloigne les interlocuteurs.
Depuis le 6 janvier 2025, Les Laboratoires d’Aubervilliers accueillent un nouveau projet de codirection porté par Patricia Allio (autrice, cinéaste, metteuse en scène, performeuse), Marcela Santander Corvalán (chorégraphe, danseuse, pédagogue), Mara Teboul (productrice, spécialisée dans l'accompagnement de l’émergence artistique). Intitulé « La fabrique démocratique, un art avec et pour les autres », ce projet d’art relationnel s’inscrit dans la continuité de ce que sont les Laboratoires depuis plus de 30 ans, à savoir un lieu de recherche, d’expérimentation, d’édition et d’accompagnement du processus de création pluridisciplinaire, en priorisant la danse, les arts visuels et la performance.

## Historique des directions collégiales des Laboratoires
- 1993-2001 : François Verret (chorégraphe et fondateur des Laboratoires d'Aubervilliers).
- 2001-2006 : Yvane Chapuis (historienne de l’art), François Piron (critique d’art et commissaire d’exposition), Loïc Touzé (chorégraphe).
- 2007-2009 : Yvane Chapuis (historienne de l’art), Joris Lacoste (auteur et metteur en scène français).
- 2010-2012 : Grégory Castéra (commissaire d’exposition), Alice Chauchat (chorégraphe), Nataša Petrešin-Bachelez (critique d’art et commissaire d’exposition).
- 2013-2018 : Alexandra Baudelot (critique d’art et commissaire d’exposition), Dora García (artiste) et Mathilde Villeneuve (critique d’art et commissaire d’exposition)[5],[6].
- 2019-2024 : François Hiffler (artiste), Pascale Murtin (artiste) et Margot Videcoq (programmatrice et curatrice)[7].
- 2025- : Patricia Allio (autrice, cinéaste, metteuse en scène, performeuse), Marcela Santander Corvalán (chorégraphe, danseuse, pédagogue), Mara Teboul (productrice, spécialisée dans l'accompagnement de l’émergence artistique).

## Statut
Les Laboratoires d’Aubervilliers est une association loi de 1901 créée en 1993 dont les statuts ont été modifiés en 2002. Ils bénéficient à ce jour du soutien de la Ville d’Aubervilliers, du conseil départemental de la Seine-Saint-Denis, de la région Île-de-France et de la direction régionale des Affaires culturelles.